# Langnau bei Reiden
Langnau bei Reiden (toponimo tedesco) è una frazione di 1 199 abitanti del comune svizzero di Reiden, nel distretto di Willisau (Canton Lucerna).

## Geografia fisica
Langnau bei Reiden si trova nella valle della Wigger.

## Storia

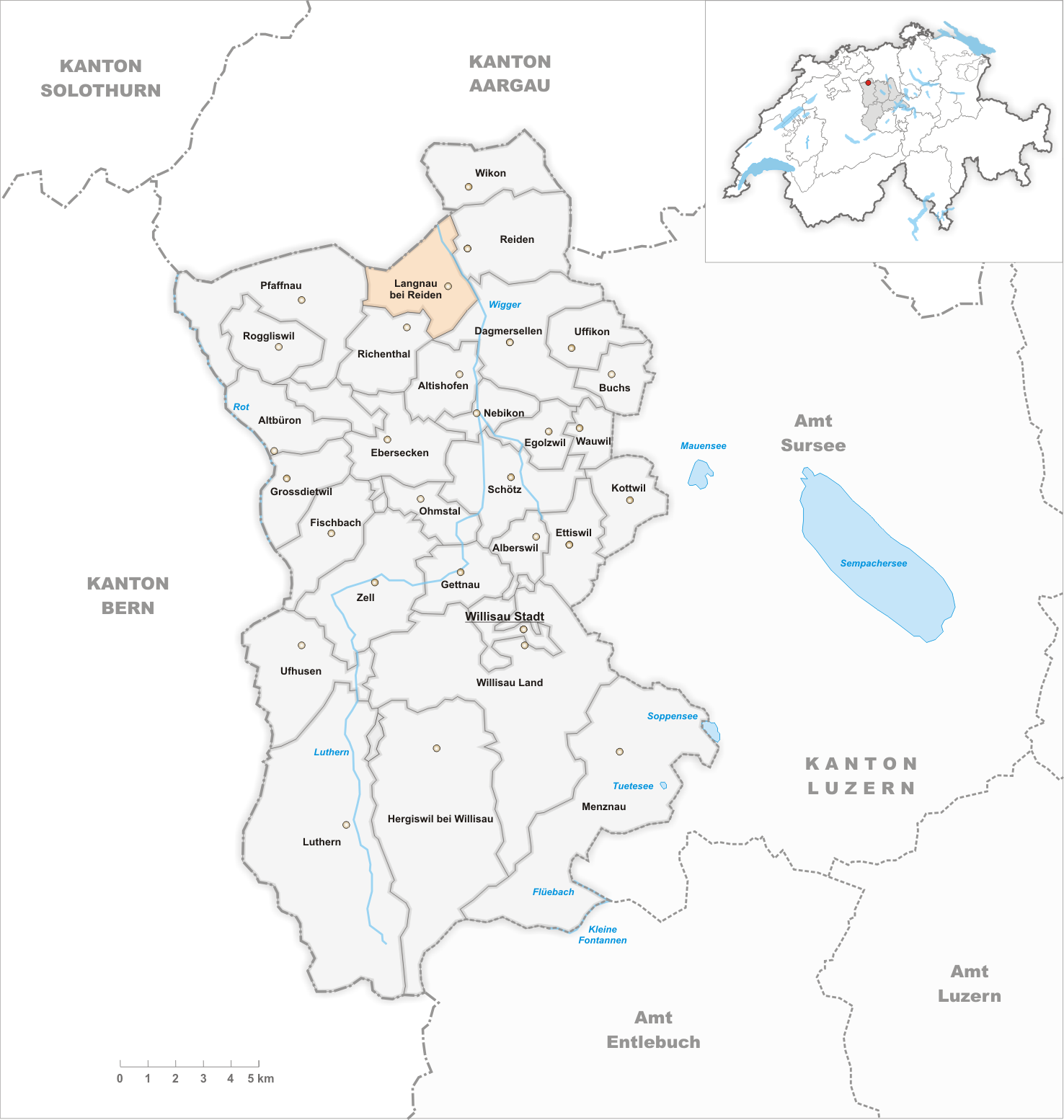
Il territorio del comune di Langnau bei Reiden prima degli accorpamenti comunali del 2006

Già comune autonomo che si estendeva per 8,62 km² e che nel 1856 aveva inglobato il comune soppresso di Mehlsecken, il 1º gennaio 2006 è stato accorpato a quello di Reiden assieme all'altro comune soppresso di Richenthal.

## Monumenti e luoghi d'interesse
- Chiesa parrocchiale cattolica di Santa Maria, eretta nel 1972[1].

## Società

### Evoluzione demografica
L'evoluzione demografica è riportata nella seguente tabella:
Abitanti censiti

## Economia
L'economia locale si basa prevalentemente sull'agricoltura e sul pendolarismo in uscita.